# Achille Béguin
Pour les articles homonymes, voir Béguin.
Achille Béguin, né le 2 août 1830 à Paris et mort le 5 novembre 1913 à Caen, est un peintre et caricaturiste français.

## Biographie
Né le 2 août 1830 dans l'ancien 10e arrondissement de Paris, Achille-Joseph Beguin (sans accent à l'état civil, contrairement à l'usage le plus courant) est le fils d'Anne-Rose Fournex et de Nicolas-Pierre Beguin (1794-1871),, commis-négociant.
Artiste peintre, élève de Picot, Achille Béguin est plus connu en tant que caricaturiste et dessinateur humoristique. Ami de Nadar, il collabore comme lui à la Revue comique à l'usage des gens sérieux puis au Journal pour rire.

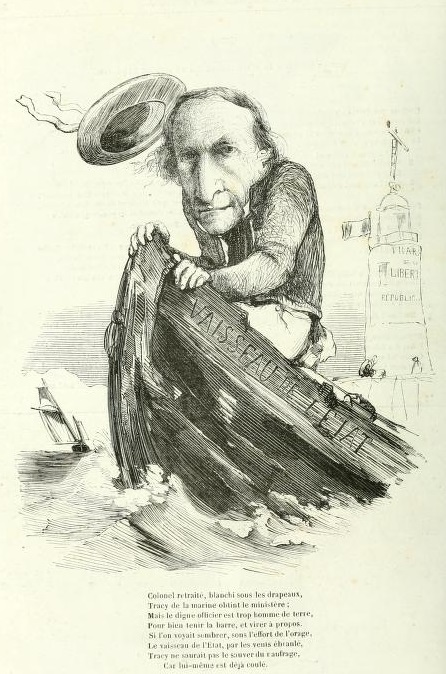
Caricature de Victor Destutt de Tracy par Béguin (La Revue comique, 7 avril 1849)
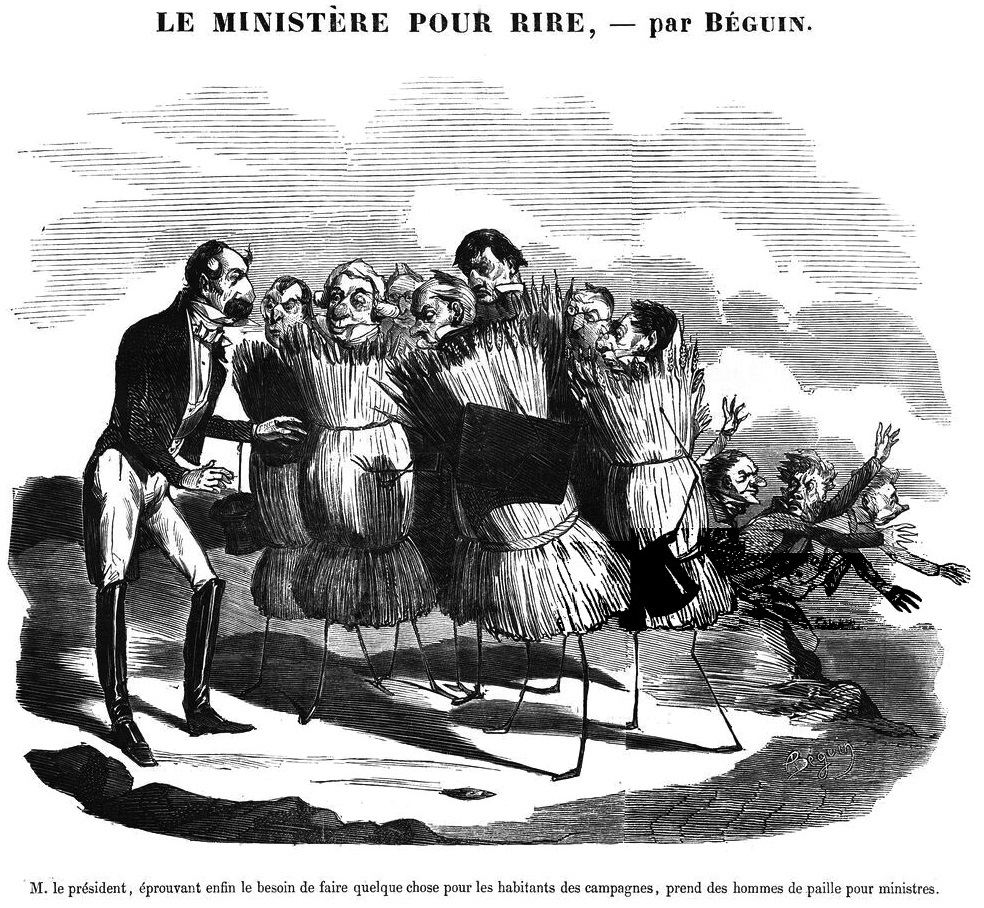
Caricature de Louis-Napoléon Bonaparte et de son ministère par Béguin (Le Journal pour rire, 7 novembre 1851)

Aurélien Scholl raconte que Béguin, ayant tiré le mauvais numéro, manquait d'argent pour payer un remplaçant et éviter ainsi le service militaire. Avec l'aide de cinq de ses amis, il aurait par conséquent réalisé un demi-millier de portraits imaginaires, qu'il aurait ensuite vendus à travers la Bourgogne et la Normandie, avec l'argument de vente suivant : « Chacun choisit celui qui lui ressemble le plus. Les prix sont en rapport avec le plus ou moins de ressemblance ».
Le 27 mai 1861, Achille Béguin épouse Victorine Poizat à Montpellier.
Après la mort de son père, en 1871, il hérite d'un matériel de fabrication de couverts, qu'il revend l'année suivante au fabricant d'orfèvrerie Pierre-François-Elvire Queillé.
Il expose une vue des Environs de Nice au Salon de 1877. Il habite alors au no 8 de la rue d'Anjou-Saint-Honoré. Il réside et travaille à cette adresse jusqu'en 1888 ou 1889.
En mars 1908, Nadar retrouve la trace de Béguin et tente de le joindre par l'intermédiaire de sa fille, Mme Jourdey-Béguin, à Caen. Le vieux photographe est bientôt peiné d'apprendre que son « vieux copain et ami », très souffrant, ne peut lui répondre.
Achille Béguin meurt finalement le 5 novembre 1913, en son domicile du no 263 de la rue Saint-Jean, à Caen. Son corps est inhumé six jours plus tard au cimetière du Montparnasse (transféré à l'ossuaire du Père-Lachaise en 1991).